# Микалети (Терамо)
Микалети (итал. Micaletti) је насеље у Италији у округу Терамо, региону Абруцо.
Према процени из 2011. у насељу је живело 34 становника. Насеље се налази на надморској висини од 456 м.